# آذرخش (فیلم ۱۳۷۱)
آذرخش فیلمی به کارگردانی و نویسندگی احمدرضا درویش محصول سال ۱۳۷۱ است.

## بازیگران
- جهانگیر الماسی
- کاظم بلوچی
- شهره لرستانی
- روح‌انگیز مهتدی
- میرصلاح حسینی
- حسن شجاع
- حمیرا آزمائی
- خسرو رحمانی
- سیدجلال طباطبایی
- اصغر خدایی
- حسین رحمانی
- نعمت جهانفرد
- حسین چنگی
- حامد خراسانی
- سعید عباسیان
- فرهاد شریفی
- عباس قاصدی
- حمید اصفهانی
- سیف اله طباطبایی